# José Carlos Moreira
José Carlos Gomes Moreira, conocido como Codó (Codó, Brasil, 28 de septiembre de 1983) es un atleta brasileño, especialista en la prueba de los relevos 4 × 100 m. Fue medallista de bronce en los Juegos Olímpicos de 2008 y campeón en los Juegos Panamericanos de 2007, en el relevo brasileño 4x100m.

## Carrera
Compitió en el Campeonato Mundial de Atletismo en Pista Cubierta de 2006, el Campeonato Mundial de Atletismo de 2007, el Campeonato Mundial de Atletismo en Pista Cubierta de 2008 y los Juegos Olímpicos de 2008. En Beijing compitió en los 100 metros y quedó tercero en su serie después de Tyson Gay y Olusoji Fasuba en un tiempo de 10,29 segundos. Se clasificó para la segunda ronda en la que no logró clasificar a las semifinales con un tiempo de 10.32 y solo el sexto tiempo de su serie. Junto a Sandro Viana, Vicente de Lima y Bruno de Barros también compitió en el relevo 4x100 metros. En su serie de clasificación, quedaron cuartos detrás de Trinidad y Tobago, Japón y Holanda. Su tiempo de 39.01 fue el séptimo de las dieciséis naciones participantes en la primera ronda y se clasificaron para la final. Allí corrieron a un tiempo de 38,24 segundos, el cuarto tiempo después de los equipos de Jamaica, Trinidad y Japón. Sin embargo, lo jamaicano Nesta Carter fue sorprendido en la prueba antidopaje, y el equipo jamaiquino que ganó la medalla de oro en ese evento fue descalificado, lo que significó que el cuarteto brasileño integrado por Bruno Lins, Vicente de Lima, José Carlos Moreira y Sandro Viana heredó la medalla de bronce en los Juegos Olímpicos de Beijing 2008
Campeón de los 100 metros en el XIII Campeonato Iberoamericano de Atletismo de 2008. Fue medalla de plata en los 100 metros, en los Juegos de la Lusofonía de 2009.